# Совяк-Круковский, Владимир
Владимир Игоревич Совяк-Круковский (род. 1 августа 1967, Киев) — украинский кинооператор, телеоператор, оператор-постановщик художественных, документальных фильмов, телефильмов, видеоклипов, рекламных роликов и концертов.

## Биография
В 1994 году окончил Киевский театральный институт им. Карпенко-Карого. С 1999 по 2013 год — главный оператор Всеукраинского музыкального канала М1.
В 2012 году — телеакадемик, член жюри телевизионной премии «Телетриумф».
Сотрудничал с большей частью украинских и российских телеканалов и продакшн-студий.
DOP of Junior Eurovision Song Contest 2013

## Фильмы
- 2005 «Охота за тенью»
- 2006 «Танго Любви»
- 2006 «Женская работа с риском для жизни»
- 2006 «Ситуация 202»
- 2007 Ситуация 202. Особый период
- 2007 Ситуация 202. Болезнь движения
- 2007 Ситуация 202. Страшная сила
- 2008 «Безумный Ноябрь»
- 2009 «Ромашка, кактус, маргаритка»
- 2009 «Удиви меня»[1].

## Награды и премии
- приз за лучшую операторскую работу — фестиваль «Пролог», 1991
- Номинант на премию «Телетриумф» в категории «оператор телепрограмм», 2000.